# سعيدة حاجى بشير إسماعيل
صيدا حاجي بشير إسماعيل؛ هي سياسية صومالية.

## السيرة الذاتية
صيدا إسماعيل هي ابنة حاجى بشير إسماعيل يوسف، هي أول رئيس للجمعية الوطنية الصومالية، خلال الفترة الأولى للحكم المدني في الصومال، وشقيقها عبد الله حاجي بشيرهو نائب مدير هيئة الهجرة والتجنيس في الصومال، وأحد كبار المسئوليين الإداريين في الصومال، بالإضافة إلى أنه كاتب في التاريخ والسياسة. فيما بعد التحقت صيدا كذلك بالعمل السياسي، حيث خدمت كنائب لوزير المالية، في الحكومة الوطنية الانتقالية (TNG)، في الفترة ما بين 2000 إلى 2004.